# Episodi di Hot in Cleveland (quinta stagione)
La quinta stagione della serie televisiva Hot in Cleveland, composta da 24 episodi, è stata trasmessa dal 26 marzo 2014 al 17 settembre 2014 sul canale televisivo statunitense TV Land.
In Italia è inedita.
| nº | Titolo originale                      | Titolo italiano | Prima TV USA      | Prima TV Italia |
| -- | ------------------------------------- | --------------- | ----------------- | --------------- |
| 1  | Stayin' Alive                         |                 | 26 marzo 2014     |                 |
| 2  | Surprise                              |                 | 2 aprile 2014     |                 |
| 3  | Dr. Who                               |                 | 9 aprile 2014     |                 |
| 4  | The Undead                            |                 | 16 aprile 2014    |                 |
| 5  | Elka Takes a Lover                    |                 | 23 aprile 2014    |                 |
| 6  | Rusty Banks Rides Again               |                 | 30 aprile 2014    |                 |
| 7  | The One with George Clooney           |                 | 7 maggio 2014     |                 |
| 8  | Brokeback Elka                        |                 | 14 maggio 2014    |                 |
| 9  | Bad George Clooney                    |                 | 4 giugno 2014     |                 |
| 10 | Bucket: We're Going to New York       |                 | 11 giugno 2014    |                 |
| 11 | Undercover Lovers                     |                 | 18 giugno 2014    |                 |
| 12 | I Just Met the Man I'm Going to Marry |                 | 25 giugno 2014    |                 |
| 13 | People Feeding People                 |                 | 2 luglio 2014     |                 |
| 14 | Murder House                          |                 | 2 luglio 2014     |                 |
| 15 | Playmates                             |                 | 9 luglio 2014     |                 |
| 16 | Auction Heroes                        |                 | 16 luglio 2014    |                 |
| 17 | Straight Outta Cleveland              |                 | 23 luglio 2014    |                 |
| 18 | The Animated Episode                  |                 | 6 agosto 2014     |                 |
| 19 | Strange Bedfellows                    |                 | 13 agosto 2014    |                 |
| 20 | Win Win                               |                 | 20 agosto 2014    |                 |
| 21 | The Italian Job                       |                 | 27 agosto 2014    |                 |
| 22 | Mystery Date: Oscar Edition           |                 | 3 settembre 2014  |                 |
| 23 | Don Elka                              |                 | 10 settembre 2014 |                 |
| 24 | The Bachelors                         |                 | 17 settembre 2014 |                 |